# Kardala
Kardala – wieś w Palestynie, w muhafazie Tubas. Według danych Palestyńskiego Centralnego Biura Statystycznego w 2016 roku liczyła 408 mieszkańców.